# Santa Cruz Futebol Clube (Recife)
Pour les articles homonymes, voir Santa Cruz Futebol Clube.
Maillots
Actualités
Dernière mise à jour : 13 avril 2020.
Le Santa Cruz Futebol Clube est un club brésilien de football basé à Recife dans l'État du Pernambouc.

## Historique
- 1914 : fondation du club
- 1975 : le club a fini en quatrième position au championnat brésilien Série A.
- 1999 : après avoir fini deuxième du championnat du Brésil de Série B, le club de Santa Cruz est promu en Série A.
- 2005 : après avoir fini deuxième du championnat du Brésil de Série B, le club de Santa Cruz est promu en Série A.
- 2015 : après avoir fini deuxième du championnat du Brésil de Série B, le club de Santa Cruz est promu en Série A.

### Rivalité
Le Santa Cruz Futebol Clube entretient une rivalité avec une autre équipe de la ville, à savoir l'América-PE. Le match entre les deux équipes est appelé le « Clásico de Amizade ».

## Palmarès
- Coupe du Nord-Est 2016
- Championnat de l'État du Pernambouc : 
  - Champion (29) : 1931, 1932, 1933, 1935, 1940, 1946, 1947, 1957, 1959, 1969, 1970, 1971, 1972, 1973, 1976, 1978, 1979, 1983, 1986, 1987, 1990, 1993, 1995, 2005, 2011, 2012, 2013, 2015, 2016

## Anciens joueurs
| - Ricardo Rocha - Rivaldo - Valdir Peres - Ramón - Grafite |